# Dust to Dust (Heavenly)
Dust to Dust è il terzo album in studio del gruppo musicale power metal francese Heavenly. Si tratta di un concept album sui vampiri.

## Tracce
Tutte le canzoni sono state scritte da Benjamin Sotto tranne dove indicato
1. Ashes to Ashes... (Pierre-Emmanuel Pélisson, Sotto) – 1:54
2. Evil – 6:13
3. Lust for Life – 6:13
4. Victory (Creature of the Night) – 6:51
5. Illusion Part I – 2:08
6. Illusion Part II (The Call of the Wild) – 5:02
7. The Ritual (Frédéric Leclercq) – 0:57
8. Keepers of the Earth (Leclercq, Sotto) – 6:15
9. Miracle – 9:08
10. Fight for Deliverance – 6:57
11. Hands of Darkness (Leclercq) – 5:33
12. Kingdom Come – 8:11
13. ...Dust to Dust – 4:51
14. ...Dust to Dust (Versione in giapponese) (Bonus track dell'edizione giapponese)

## Formazione
- Benjamin Sotto – voce
- Maxence Pilo – batteria
- Frédéric Leclercq – chitarra
- Pierre-Emmanuel Pelisson – basso
- Charley Corbiaux – chitarra